# 南京東路站
南京东路站位于中华人民共和国上海市黄浦区南京东路与河南中路交叉口，是上海地铁2号线与10号线的地铁换乘站，在繁华的商业街—南京路步行街，距离外滩较近。其中2号线車站位于南京东路，河南中路與山西南路之間；10号线車站位于河南中路，南京东路與宁波路之間，均為地下車站。
本站原名河南中路站。為突出本站位於上海著名街道——南京东路（且除2号线、10号线外，后续规划并无新线经过南京东路），於2006年10月由上海市地名办批准，改为现時名稱。轨道交通10号线已於2010年4月10日启用，成为2号线与10号线的换乘站。

## 车站构造

### 楼层分布
南京东路站2号线站场为地下二层岛式站台车站，10号线站场为地下三层岛式车站。本站地下一层为站厅层，地下二层为2号线站台层和10号线设备层，地下三层为10号线站台层。
| 地面层   | 出入口             | 1-7出入口                             |  |  |
| 地下一层 | 2号线站厅          | 票务服务、自动售票机、人工服务台      |  |  |
|          | 10号线站厅         | 票务服务、自动售票机、人工服务台      |  |  |
| 地下二层 | 10号线设备层       |                                       |  |  |
|          |                    | █ 2号线 往国家会展中心（人民广场）    |  |  |
|          | 岛式站台，左侧开门 |                                       |  |  |
|          |                    | █ 2号线 往浦东1号2号航站楼（陆家嘴）  |  |  |
| 地下三层 | ①站台              | █ 10号线 往虹桥火车站或航中路（豫园） |  |  |
|          | 岛式站台，左侧开门 |                                       |  |  |
|          | ②站台              | █ 10号线 往基隆路（天潼路）           |  |  |

## 车站出口
南京东路站共有7个出入口，其中1、3-4号口连通2号线站厅，2、5-7号口连通10号线站厅，另车站设有未编号出入口连通恒基名人购物中心，并设有地下连通道通向毗邻的商业体内，各出入口如下所示：
| 出口编号            | 出口指示                                         | 照片           |
| 连通 2号线站厅      | 连通 2号线站厅                                   | 连通 2号线站厅 |
| ------------------- | ------------------------------------------------ | -------------- |
| 1 · 出口            | 南京东路，山西南路，永安百货，第一食品商店       |                |
| 3 · 出口            | 九江路，山东中路，南京东路，宏伊国际广场         |                |
| 4 · 出口            | 南京东路，山西南路，九江路，置地广场，上海书城   |                |
| 连通 10号线站厅     |                                                  |                |
| 2 · 出口 · （设有） | 河南中路，南京东路，外滩                         |                |
| 5 · 出口            | 河南中路，天津路                                 |                |
| 6 · 出口 · （设有） | 宁波路，河南中路                                 |                |
| 7 · 出口            | 河南中路，南京东路，天津路，外滩，新世界大丸百货 |                |
| 图例： 设有         |                                                  |                |

## 利用状况
本站是浦西距离外灘最近的地铁车站，客流量长期高企，尤以访沪游客居多。在外滩区域地面实行人潮管制时（如国庆、跨年），本站会采取临时封站措施，封站期间列车不停靠本站，不办理进出站业务。截至2010年，本站日均进出站客流已逾10万人次。

## 图集
- 南京东路原名河南中路站，於2006年10月改為現時名稱。
- 2005年的河南中路站站厅
- 2009年的10号线南京东路站工地（黄浦区163街坊），目前為新世界大丸百货用址

## 接驳交通

### 公交
20、37、49、66、66区间、220、921、929